# Książę Warszawski (1847)
Książę Warszawski (paropływ nr 1) to parowy, wiślany statek pasażerski Królestwa Polskiego (środkowej Wisły) o napędzie bocznokołowym.

## Dane
- armator: E. Gulbert, później Spółka Żeglugi Parowej A. Zamojskiego
- miejsce budowy: Stocznia Gâche`a, Nantes, Francja
- maszyna parowa
  - moc: 60 KM
  - produkcja: Stocznia Gâche`a, Nantes, Francja

## Historia
- 1847 r. - rozpoczęcie służby
- przed 1862 r. - wycofanie (w 1862 nie wymieniony w spisie inwentarza spółki).

## Literatura
- Witold Arkuszewski "Wiślane statki pasażerskie XIX i XX wieku".